# Carcistes
Les Carcistes est le nom d'un parti qui, à partir de 1578, désole la Provence lors des guerres de religion ; il se compose de catholiques intransigeants, partisans du comte de Carces, grand sénéchal de Provence. Ce parti s’oppose aux Razats partisans de la tolérance religieuse. Ces deux partis ravagent la Provence, brûlent nombre de communes et saccagent les campagnes. Le parlement condamne la conduite des Carcistes, et permet de courir sur eux et de les tailler en pièces. Ses partisans sévissent jusqu’en 1595, date à laquelle ils ravagent la Crau arlésienne, emmenant ou détruisant tout le bétail.